# Joliet (Illinois)
Joliet ist eine Stadt im Will County und zu einem kleineren Teil im Kendall County im Nordosten des US-amerikanischen Bundesstaates Illinois. Das U.S. Census Bureau hat bei der Volkszählung 2020 eine Einwohnerzahl von 150.362 ermittelt.
Sie gehört zur Metropolregion Chicago und ist in Illinois die fünftgrößte Stadt. Außerdem ist sie Verwaltungssitz (County Seat) des Will County.
Joliet ist Sitz des Bistums Joliet in Illinois.

## Geschichte
Joliet wurde unter dem Namen „Juliet“ zuerst im Jahr 1834 besiedelt. 1845 wurde der Name jedoch zu Ehren des kanadischen Entdeckers Louis Joliet umbenannt. 1852 erhielt Joliet Stadtrechte.

## Geographie
Joliet liegt zirka 65 Kilometer südwestlich von Chicago. Die Stadt bedeckt eine Fläche von 99,3 km², wovon 0,8 km² auf Wasserflächen entfallen.

## Bevölkerung
Nach der Volkszählung durch das US Census Bureau im Jahr 2000 lebten 106.221 Menschen in Joliet, aufgeteilt in 36.182 Haushalte, von denen 25.399 Familien sind. Die Bevölkerungsdichte lag damit bei 1077,6 pro km². 69,3 % der Einwohner sind Weiße, 18,2 % Afroamerikaner. 18,41 % sind Hispanic bzw. Latino (ob nun europäischer, afrikanischer, oder indigen amerikanischer Abstammung).
Das Durchschnittseinkommen beträgt 47.761 $ pro Haushalt, das Pro-Kopf-Einkommen liegt bei 19.390 $. 10,8 % leben unter der Armutsgrenze.
Einwohnerentwicklung:
| Jahr | Einwohner |
| ---- | --------- |
| 1980 | 77.956    |
| 1990 | 76.836    |
| 2000 | 106.849   |
| 2010 | 147.501   |
| 2020 | 150.362   |

## Verkehr

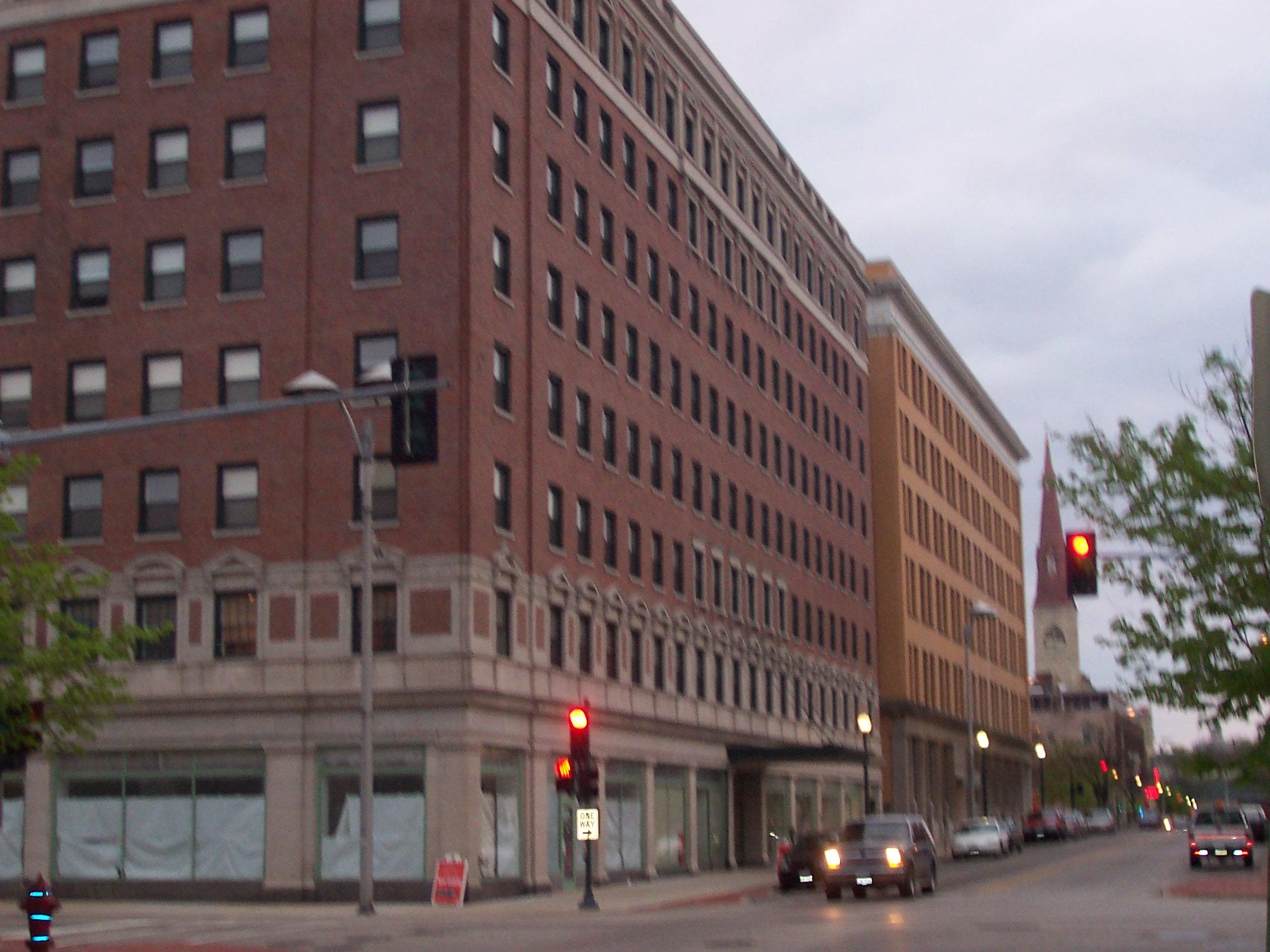
Downtown Joliet

Nur etwa 65 km südwestlich von der Chicago Stadtmitte, ist Joliet schon lange ein bedeutender Verkehrsknotenpunkt. Die Stadt liegt zu beiden Seiten des Des Plaines Rivers, einem der wichtigsten Wasserverkehrswege in der Metropolregion Chicago, und besitzt einen der wichtigsten Häfen am Illinois-Michigan-Kanal bzw. Chicago Sanitary and Ship Canal.
Die Chicago, Rock Island and Pacific Railroad, die Michigan Central Railroad und Vorgänger der Alton Railroad eröffneten 1852, 1854 und 1855 Bahnstrecken nach Joliet, die Atchison, Topeka and Santa Fe Railway folgte 1888 und die Elgin, Joliet and Eastern Railway 1889. Die Interurbans Chicago and Joliet Electric Railway und Chicago, Ottawa and Peoria Railway nahmen in den Jahren 1900 bzw. 1912 den Betrieb auf, wurden aber 1933 bzw. 1934 bereits wieder stillgelegt. Nach diversen Firmenfusionen und Betreiberwechseln liegt Joliet heute an Bahnstrecken der BNSF Railway, Canadian National Railway, CSX Transportation (mit Trackage Rights der Iowa Interstate Railroad), METRA und Union Pacific Railroad. Die wichtigsten Bahnhöfe sind das Joliet Transportation Center für den Personenverkehr von Amtrak und METRA, der Güterbahnhof East Joliet Yard sowie zwei Umschlagbahnhöfe im Bereich des ehemaligen Arsenals am südlichen Stadtrand.

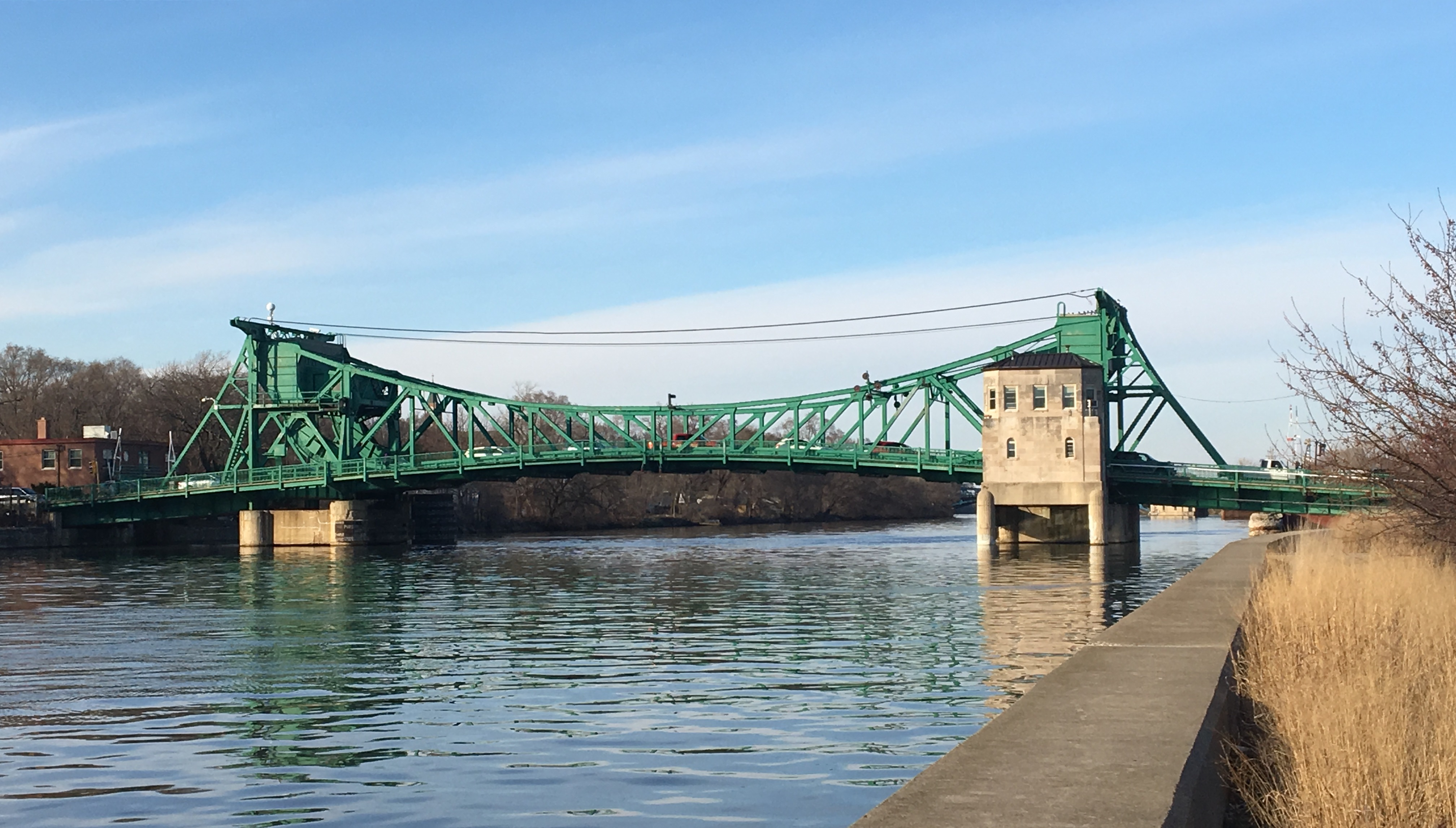
Die Jackson-Street-Brücke

Mehrere Bundesstraßen (6, 30, 52) führen durch die Stadt, darunter zwei der ältesten und historischsten der USA, die Lincoln Highway (U.S. 30) und Route 66. Das Autobahnkreuz der später gebauten, parallel verlaufenden Autobahnen, Interstate 55 und Interstate 80, befindet sich am westlichen Stadtrand, in Channahon. Aus diesem Grund befindet sich der Spruch „Crossroads of Mid-America“ im Stadtwappen von Joliet.

## Bauwerke

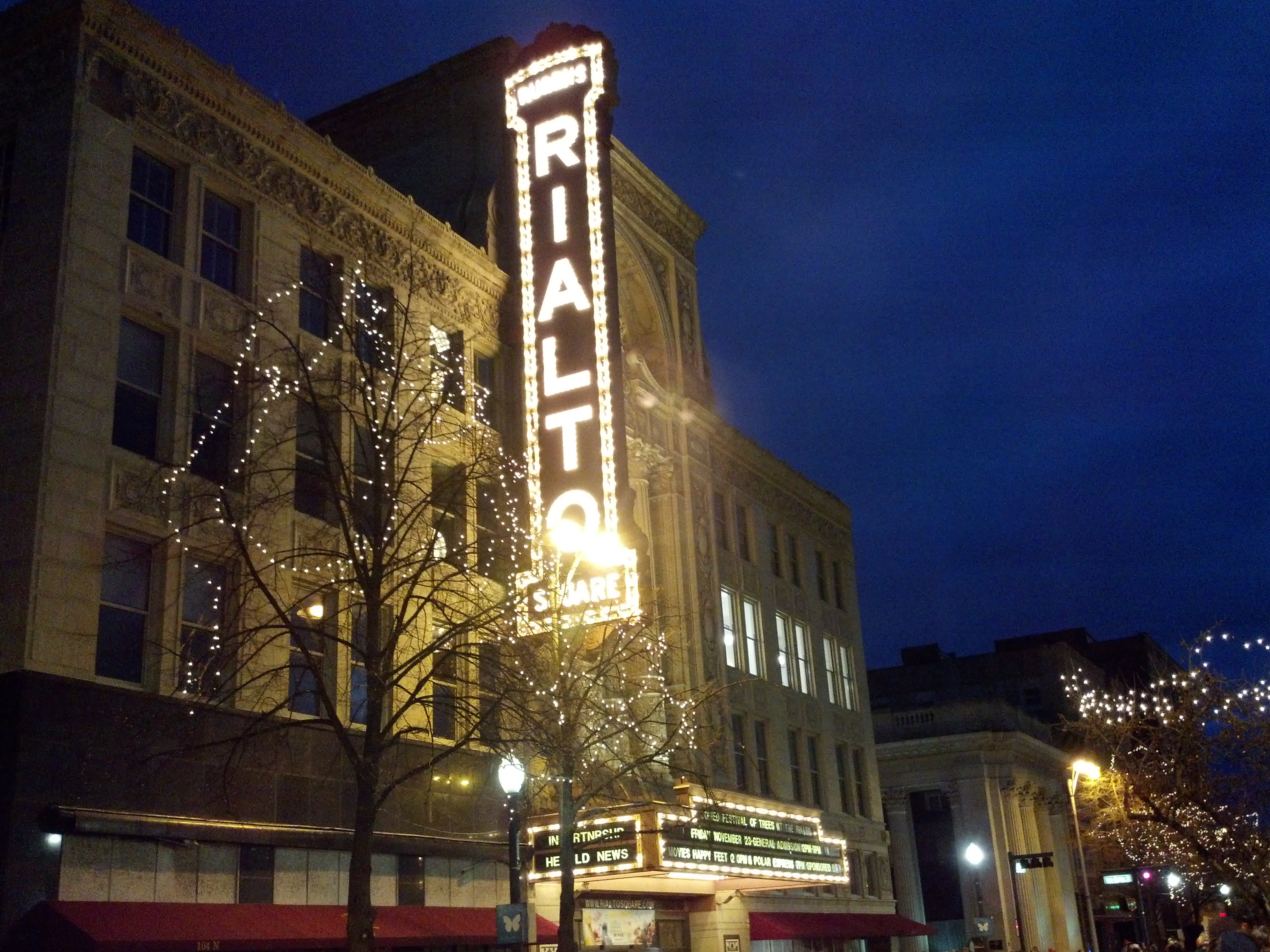
Rialto Square Theatre in Joliet

In Joliet befindet sich das in den 1980er Jahren renovierte Rialto Square Theatre, das von Al Capone gerne frequentiert wurde. In der Stadt gibt es zwei schwimmende Casinos, da die Rechtslage auf dem Fluss eine andere ist als an Land.
Das Staatsgefängnis von Joliet befindet sich in der Collins Street, nahe der Stadtmitte. Es wurde 1858 erbaut und 2002 geschlossen. Berühmtheit erlangte es als Drehort für den Film Blues Brothers und die TV-Serie Prison Break. Das Stateville Correctional Center, das als Ersatz gebaut wurde, befindet sich in der Nachbarstadt Crest Hill.
Das Arsenal von Joliet ist inzwischen ebenfalls geschlossen, und das Gebiet (was sich ohnehin in der Nachbargemeinde Elwood befindet) wird nunmehr als Friedhof und Prärie-Naturreservat genutzt.

## Bildung
In Joliet befindet sich neben der University of St. Francis auch das Joliet Junior College, das älteste Community College in den USA.
In der Stadt gibt es zudem noch drei Highschools, zwei staatliche und eine kirchliche. Die kirchliche wurde 1991 als Zusammenschluss zwischen zwei geschlechtergetrennten Schulen gebildet. Nach dem Zweiten Weltkrieg wurde die ursprüngliche staatliche High School durch zwei weitere ergänzt, von denen eine inzwischen wieder im Zuge der demografischen Wandel geschlossen wurde.

## Sport
In Joliet befindet sich der Chicagoland Speedway, auf dem jährlich NASCAR- und Indy-Racing-League-Rennen stattfinden. Die Stadt hat auch eine Baseballmannschaft, die Joliet JackHammers, die in der zweiten Liga spielen. Die katholische High School hat eine besonders gute Football-Mannschaft, die in den letzten 21 Jahren zwölfmal den Landespokal von Illinois holte, und aus der zwei professionelle Footballspieler, Mike Alstott und Tom Thayer, hervorgegangen sind.

## Söhne und Töchter der Stadt
- Lester Frank Ward (1841–1913), Soziologe und wichtiger Gründervater der amerikanischen Soziologie
- James Keane (1856–1929), römisch-katholischer Geistlicher,  Erzbischof von Dubuque
- Nora Bayes (1880–1928), Sängerin
- William Bakewell (1888–1969), Seemann und Antarktisreisender
- Abraham Bailey (1895–1939), Baseballspieler
- Jack Gardner (1903–1957), Jazzpianist
- Andrew Gregory Grutka (1908–1993), Bischof von Gary
- Katherine Dunham (1909–2006), Tänzerin, Choreografin und Bürgerrechtlerin
- Lois Delaner (1911–1985), war 1927 die siebte Miss America
- Mercedes McCambridge (1916–2004), Schauspielerin
- Audrey Totter (1918–2013), Schauspielerin
- George Mikan (1924–2005), Basketballspieler
- Roger Louis Kaffer (1927–2009), römisch-katholischer Weihbischof
- Ron Nelson (1929–2023), Komponist und Dirigent
- Ann Bannon (* 1932), Autorin und Hochschullehrerin
- Richard Scholtes (* 1934), Generalmajor der United States Army
- Richard Hackman (1940–2013), Psychologe
- Johan Reinhard (* 1943), Anthropologe
- Lynne Thigpen (1948–2003), Schauspielerin
- Steve Rodby (* 1954), Bassist und Musikproduzent
- Allen Barnett (1955–1991), Autor, LSBT- und AIDS-Aktivist
- Meagen Fay (* 1957), Schauspielerin
- Alex Pacheco (* 1958), Tierrechts-Aktivist
- Lucy McBath (* 1960), Politikerin der Demokraten und Waffenkontrollaktivistin
- Joseph Siegel (* 1963), katholischer Geistlicher, Bischof von Evansville
- Jimmy Chamberlin (* 1964), Schlagzeuger der Smashing Pumpkins
- Mike Wolfe (* 1964), Schauspieler und Trödelsammler
- Nick Offerman (* 1970), Schauspieler
- Vince Vieluf (* 1970), Schauspieler
- Tom Reed (* 1971), Mitglied des Repräsentantenhauses
- Tyler Christopher (1972–2023), Schauspieler
- Da Brat (* 1974), Rapperin und Schauspielerin
- Sandra Cacic (* 1974), Tennisspielerin
- Janina Gavankar (* 1980), Schauspielerin
- Adrianne Curry (* 1982), Gewinnerin von America's Next Topmodel
- Allie Quigley (* 1986), US-amerikanisch-ungarische Basketballspielerin
- Kelly Murphy (* 1989), Volleyballspielerin